# سودوموناس
سودوموناس (به انگلیسی: Pseudomonas)، (با ریشهٔ یونانی به معنای یگان فریب‌دهنده) سردهٔ (جنس) مهمی از باکتری‌های گرم منفی متعلق به شاخهٔ پروتئوباکتریا، ردهٔ گاماپروتئوباکترها هستند. این جانداران هوازی تنوع زیادی دارند. گونه‌های این سرده اغلب میله‌ای‌شکل، بدون اسپور، تاژک‌دار، کاتالاز مثبت، اکسیداز مثبت و متحرک هستند. متابولیسم گونه‌های سودوموناس تنفسی بوده و حالت تخمیری ندارند. این باکتری‌ها به‌طور گسترده در خاک، آب، گیاهان و جانوران یافت می‌شوند و نوعی از آن‌ها که خاکزی هستند و قادرند از ۱۵۰ ترکیب آلی به‌عنوان منبع کربن و انرژی استفاده نمایند. سودوموناس آئروژینوزا یک پاتوژن است ولی سایر سودوموناس‌ها به ندرت عامل ایجاد بیماری هستند. سودوموناس‌ها را بر اساس هومولوژی آران‌ای ریبوزومی /دی‌ان‌ای و خصوصیات رایج کشت طبقه‌بندی می‌کنند.

## فلوئورسانس
گروه مهمی از سودوموناس‌ها مانند سودوموناس آئروژینوزا خاصیت فلوئورسانس دارند. وجه تمایز سودوموناس‌های فلورسنت از سایر سودوموناس‌ها، تولید رنگدانه‌هایی است که در برابر نور طول موج کوتاه فرابنفش (۲۵۴ نانومتر) به‌ویژه در شرایط کمبود آهن خاصیت فلورسانس دارند. به این رنگدانه‌های با خاصیت فلورسنت و محلول در آب سیدروفور (Siderophore) و اختصاصاً در مورد سودوموناس‌ها پیووردین یا سودوباکتین گفته می‌شود.

## سودوموناس آئروژینوزا

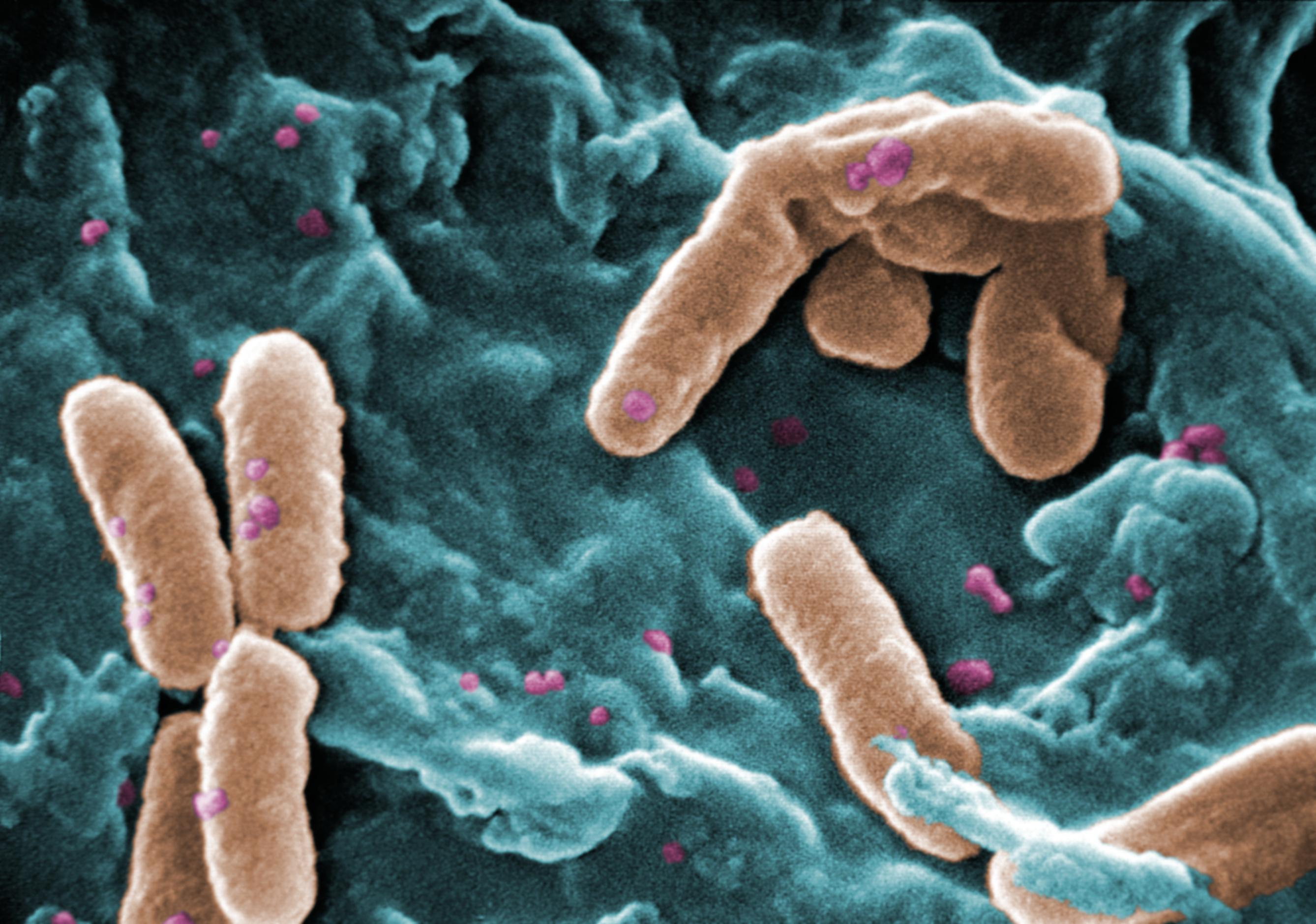
سودوموناس تهیه شده به دست - امیرحسین غلامی رشته بهداشت مواد غذایی

سودوموناس آئروژینوزا به‌طور شایع و به میزان اندک در فلور نرمال روده و سطح پوست انسان حضور داشته و مهم‌ترین پاتوژن این گروه است. این باکتری یک پاتوژن فرصت‌طلب بیمارستانی است. تشخیص عفونت سودوموناس آئروژینوزا با جداسازی و تشخیص آزمایشگاهی روی می‌دهد. این باکتری به خوبی روی بیشتر محیط‌های کشت آزمایشگاهی رشد می‌کند. شناسایی این باکتری بر پایهٔ مورفولوژی، رنگ‌آمیزی گرم، ناتوانی در تخمیر لاکتوز (یک واکنش اکسیداز مثبت)، بوی میوه (با مزهٔ انگور) و توانایی رشد در دمای ۴۲ درجهٔ سانتیگراد شناسایی می‌شود. ویژگی فلوئورسانس زیر نور فرابنفش نیز در تشخیص فوری کلنی‌های سودوموناس آئروژینوزا کارساز بوده و در تشخیص وجود آن در زخم‌ها کمک می‌کند. این باکتری به بسیاری از آنتی‌بیوتیکها مقاوم است.